# Torneo SANZAR/UAR M21 de 1995
El Torneo SANZAR/UAR M21 de 1995 se disputó en Argentina y fue la primera edición del torneo en categoría M21, el torneo fue disputado por las tres naciones pertenecientes a SANZAR y además la Unión Argentina de Rugby.

## Posiciones finales
| Pos | Equipo        |
| --- | ------------- |
|     | Nueva Zelanda |
|     | Sudáfrica     |
|     | Australia     |
| 4   | Argentina     |

### Campeón
| Bandera de Nueva Zelanda |
| Campeón Nueva Zelanda    |
| Primer título            |